# Eupagia canilinea
Eupagia canilinea là một loài bướm đêm trong họ Geometridae.